# ラリック列島
座標: 北緯8度00分 東経167度00分 / 北緯8.000度 東経167.000度

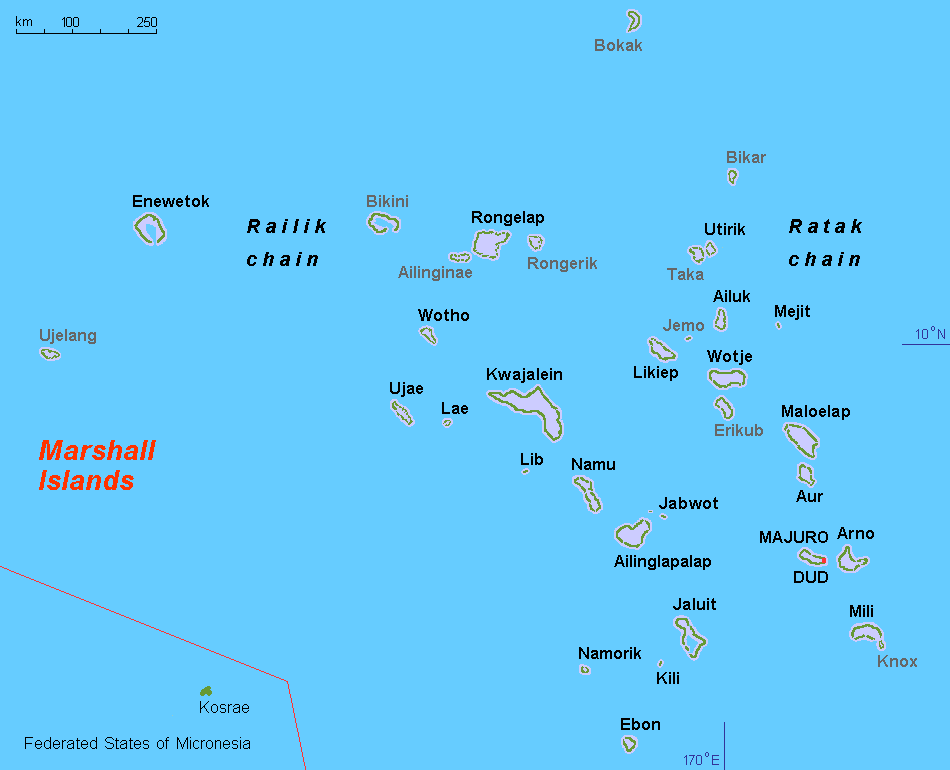
ラリック列島の地図

ラリック列島(ラリックれっとう、Ralik Chain)は、マーシャル諸島に属する列島である。列島の名称である”ラリック”は、現地語で”日没”を意味する。列島内に住む人の合計は、1999年度で19,915人である。
列島内にある主な島、環礁は以下の通り。
- エニウェトク環礁 (Enewetak Atoll)
- ウジェラング環礁 (Ujelang Atoll)
- ビキニ環礁 (Bikini Atoll)
- ロンゲリック環礁 (Rongdrik Atoll)
- ロンゲラップ環礁 (Rongelap Atoll)
- アイリンギナ環礁 (Ailinginae Atoll)
- オトー環礁 (Wotho Atoll)
- ウジャエ環礁 (Ujae Atoll)
- ラエー環礁 (Lae Atoll)
- クェゼリン環礁 (Kwajalein Atoll)
- リブ島 (Lib Island)
- ナムー環礁 (Namu Atoll)
- ジャボット島 (Jabat Island)
- アイリングラップ環礁 (Ainglaplap Atoll)
- ジャルート環礁 (Jaluit Atoll)
- キリ島 (Kili Island)
- ナモリック環礁 (Namdrik Atoll)
- エボン環礁 (Ebon Atoll)